# Nowa Dmytriwka (obwód czerkaski)
Nowa Dmytriwka (ukr. Нова Дмитрівка) – wieś na Ukrainie, w obwodzie czerkaskim, w rejonie złotonoskim, siedziba hromady. W 2001 liczyła 2305 mieszkańców.